# Acomys dimidiatus
Acomys dimidiatus là một loài động vật có vú trong họ Chuột, bộ Gặm nhấm. Loài này được Cretzschmar mô tả năm 1826.

## Hình ảnh

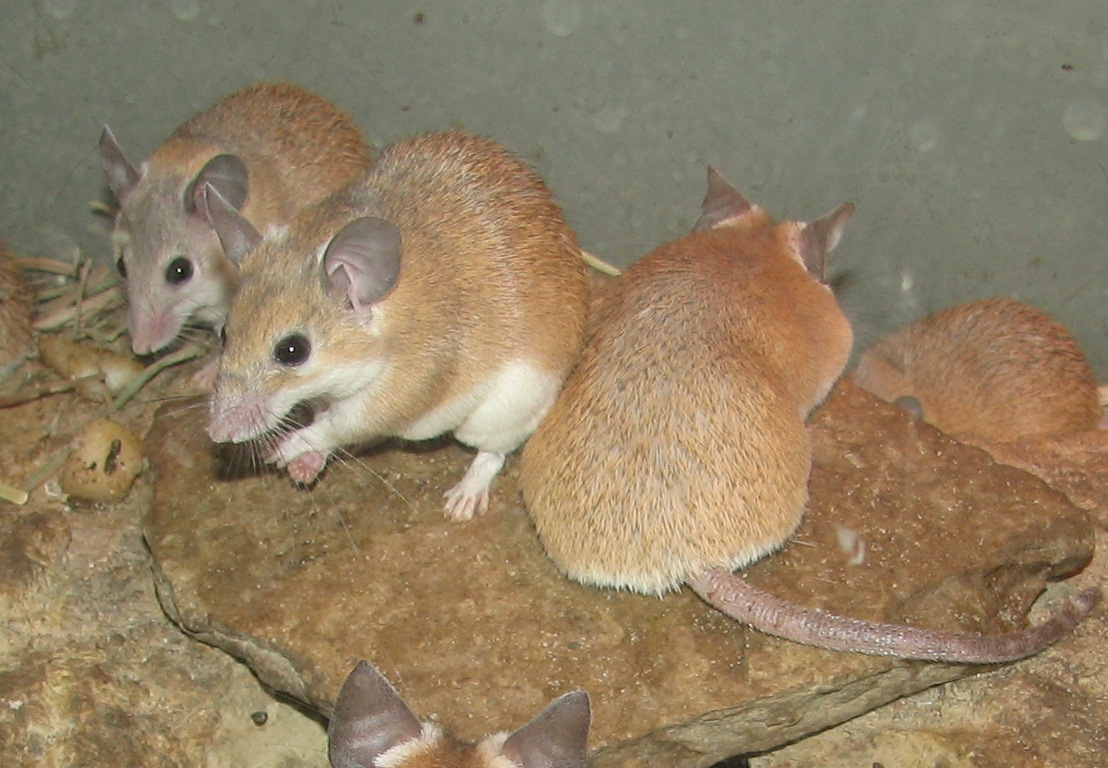
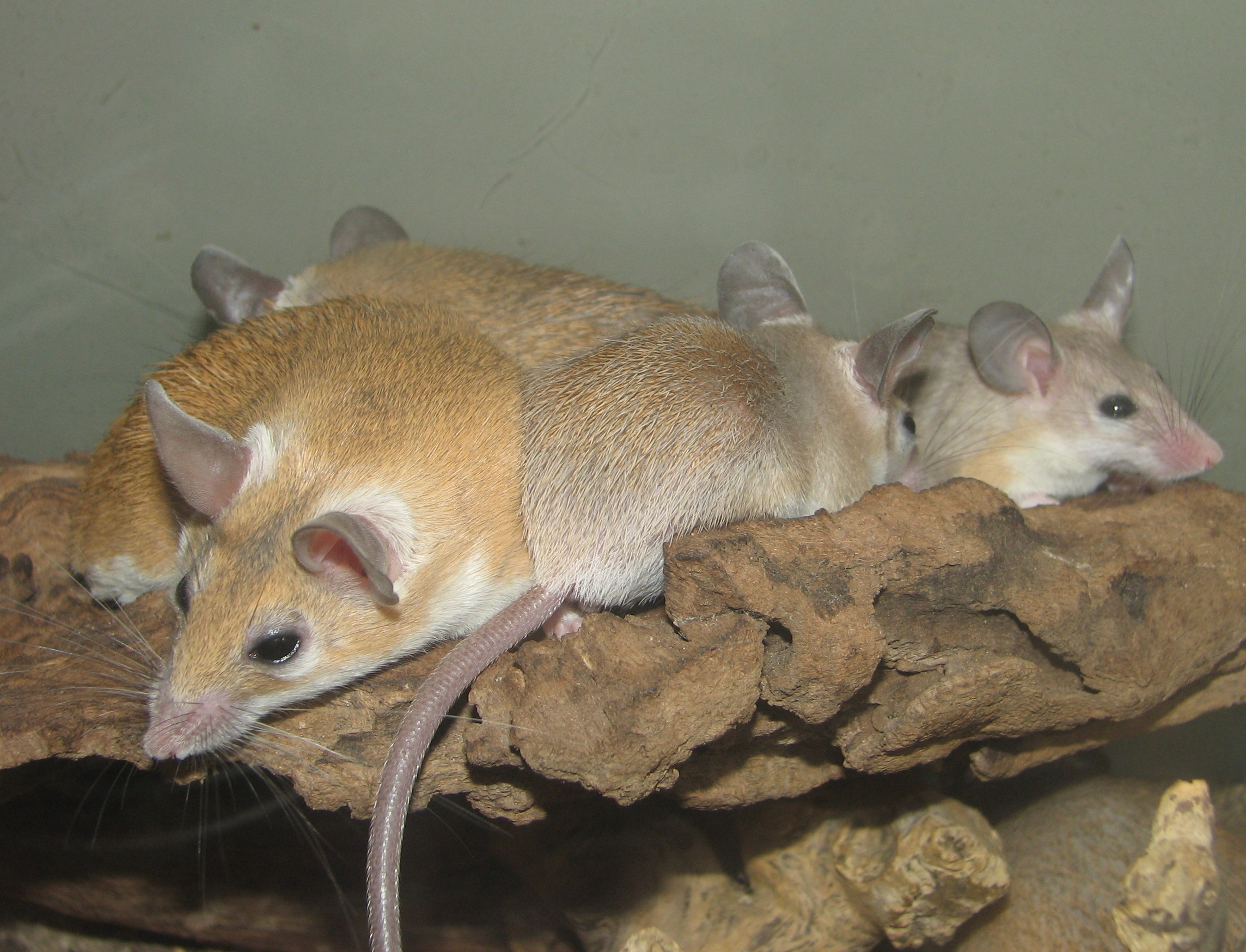